# Боровко Антоніна Юстинівна
Антоніна Юстинівна Боровко (Шалко-Чайковська) (18 квітня (30 квітня) 1872, Балаклава або Сімферополь, Крим — 10 червня 1947, Москва) — піонерка руху есперанто на теренах сучасної України. Перша есперантистка Криму.

## Біографічні відомості

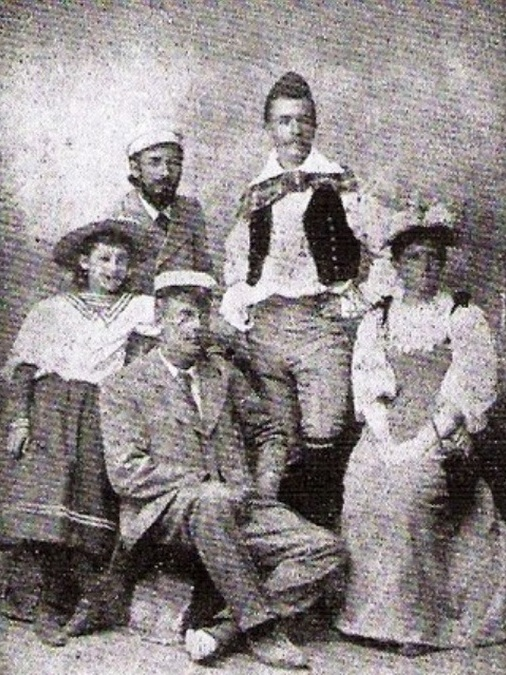
Сидять: Вальдемар Ланле, Антоніна Боровко (Чайковська) – дружина Миколи Боровка. Стоять: Надія Островська, Ілля Островський, Ерік Етцель. Ялта, 1895

Народилася 18 (30) квітня 1872 року в Балаклаві (за іншими даними — у Сімферополі, де була охрещена). При народженні втратила матір, що походила з балаклавських греків. Батько мав польське коріння, був агрономом, займався господарством генерал-майора Попова.
У 1887 році, навчаючись у гімназії в Сімферополі, відгукнулася на пропозицію польського лінгвіста Людвіка Заменгофа вивчати розроблену ним мову есперанто та повідомила йому, що не лише опанувала її, а й навіть викладає її подругам. За наявними припущеннями, спричинилася до того, що розроблена Заменгофом міжнародна мова отримала свою назву за його псевдонімом — Esperanto («Той, хто сподівається»). У 1888 років закінчила гімназію на відмінно.
З початку 1890-х рр. мешкала в Одесі. Входила до місцевої есперанто-спільноти, в якій познайомилася зі своїм майбутнім чоловіком Миколою Боровком. Присвятила йому оповідання мовою есперанто «Жахлива ніч», опубліковане у 1892 році у заснованому Заменгофом журналі «La Esperantisto» («Есперантист»), що видавався у Нюрнберзі (Німеччина) — тогочасному центрі руху есперанто.
У 1893 році ініціювала, опублікувала та транслювала заклик проти реформ в есперанто, схвалений Людвіком Заменгофом: спільно з Миколою Боровком, який був найбільш активним супротивником реформ, розіслала сотні листів есперантистам різних країн з проханням проголосувати за один з трьох варіантів — 1) не вносити жодних змін; 2) внести деякі конкретні зміни; 3) внести всі запропоновані зміни. Переважна більшість віддала свої голоси за перший варіант, завдяки чому граматика есперанто залишилася незмінною.
У 1894—1895 рр. до Одеси прибув молодий шведський есперантист Вальдемар Ланле разом із товаришем Еріком Етцелем. Обидва студенти прямували до Ялти на запрошення лікаря Іллі Островського: він і його юна донька Надія були на той час єдиними у місті есперантистами, завдяки яким Ялта з часом стала одним із центрів мовного руху. Антоніна Чайковська супроводила шведських гостей до Ялти, де вона, Вальдемар Ланле, Ілля Островський та Микола Боровко потоваришували на ціле життя. Цей перший на теренах тогочасної Російської імперії екскурсійний супровід есперанто, що став також першим прикладом практичного застосування вказаної мови, Микола Боровко описав у журналі «Неделя».
З часом Антоніна Чайковська читала лекції про есперанто на пароплавах, що курсували між Одесою і Ялтою, організувала лотерею для другого есперанто журналу «Lingvo Internacia» («Міжнародна мова»), який виходив в Упсалі (Швеція) під редагуванням Вальдемара Ланле, а також долучила до руху есперанто відомого письменника, уродженця Житомира Володимира Короленка.
У 1895 році вийшла заміж за Миколу Боровка, з яким незабаром переїхала до Санкт-Петербурга. У 1896 році народила доньку Ніну.
У 1902 році приїхала з чоловіком і дітьми до Ялти, де була наглядачкою пансіонату та займалася фермерським господарством. За деякий час влаштувалася до міської громадської бібліотеки імені Васілія Жуковского, в якій Микола Боровко спочатку працював бібліотекарем, згодом став її співзасновником і першим директором.
У 1906 році була вислана з родиною з Ялти з тавром «політичної неблагонадійності» через гострі полемічні статті Миколи Боровка на сторінках міського часопису «Крымский курьер» на тему маніфесту російського імператора Миколи II про надання громадянських свобод від 1905 року.
У 1908 році оселилася з родиною у Сімферополі, де працювала у міській бібліотеці імені Туманова, директором якої був її чоловік.
В лютому 1913 року залишилася удовою.
У 1917 році мешкала з дітьми в Алупці, де працювала у міській бібліотеці, після большевицької окупації Криму — касиркою театру та куховаркою. За деякий час переїхала до Балаклави, де працювала секратаркою в народному суді.
У 1922 році після пережитого голоду та злиднів переїхала з Криму до Москви, де її донька Ніна навчалася в Інституті ритмічного виховання. Займалася редагуванням і реалізацією медичної літератури.
Померла 10 червня 1947 року в одній з лікарень Москви після хвороби.

## Родина
- Батько: Юстин-Петер Шалко-Чайковський (?–?)
- Матір: Єлизавета Шалко-Чайковська (?–1872)
- Чоловік: Микола Боровко (1863—1913)

Діти:
- Ніна Боровко (у шлюбі Ланле; 1896—1988);
- Борис Боровко (1898—1929);
- Наталя Боровко (1900—1976);
- Софія Боровко (1902 — до 1904);
- Лев Боровко (1904/1905–1910);
- Вадим Боровко (1906—1943).